# Arsenal Football Club Maseru
L'Arsenal Football Club Maseru è una società calcistica con sede a Maseru in Lesotho.
Gioca le gare casalinghe allo stadio Setsoto Stadium che ha una capacità di 20000 posti a sedere.

## Palmarès
- Lesotho Premier League: 3

1989, 1991, 1993
- Lesotho Cup: 3

1989, 1991, 1998

## Partecipazioni alle competizioni CAF
- African Cup of Champions Clubs: 3 partecipazioni

1990: Secondo turno
1992: primo turno
1994: primo turno
- CAF Cup: 1 partecipazione

1995 - Secondo turno
- CAF Cup Winners' Cup: 3 partecipazioni

1991 - primo turno
1993 - Secondo turno
1999 - turno preliminare